# Ellen Gulbranson
Ellen Gulbranson, née le 4 mars 1863 à Stockholm et morte le 2 janvier 1947 à Oslo, est une soprano suédoise. Elle est particulièrement reconnue pour ses interprétations des œuvres de Richard Wagner.

## Biographie
Née Ellen Norgren à Stockholm, elle étudie d'abord à l'École royale supérieure de musique de Stockholm sous la direction de Julius Gunther.
Elle fait ses débuts à l'opéra à Stockholm en 1889 dans le rôle d'Amneris dans Aida de Giuseppe Verdi.
En 1896, elle fait sa première apparition au Festival de Bayreuth, qui en est à cette époque à son vingtième anniversaire.
Elle se retire en 1915 et devient professeur de chant. L'une de ses élèves les plus connues est Eidé Norena.
Ellen Norgren épouse Hans Peter Francis Gulbranson et prend le nom de son mari. Elle deviendra plus tard citoyenne norvégienne.
Elle meurt à Oslo à l'âge de 83 ans.